# Heinrich Bernhard Christian Brandes
Heinrich Bernhard Christian Brandes, född 10 april 1819 i Breslau, död 19 mars 1884 i Leipzig, var en tysk historiker, son till Heinrich Wilhelm Brandes.
Brandes, som sedan 1865 var extra ordinarie professor i historia vid Leipzigs universitet, författade bland annat Das ethnographische Verhältnis der Kelten und Germanen (1857) och Abhandlungen zur Geschichte des Orients im Alterthum (1874).